# Rangen
För andra betydelser, se Rangen (olika betydelser).
Rangen är en kommun i departementet Bas-Rhin i regionen Grand Est (tidigare regionen Alsace) i nordöstra Frankrike. Kommunen ligger i kantonen Marmoutier som tillhör arrondissementet Saverne. År 2022 hade Rangen 209 invånare.

## Befolkningsutveckling
Antalet invånare i kommunen Rangen
| Referens: INSEE |